# Kabinett Gujral

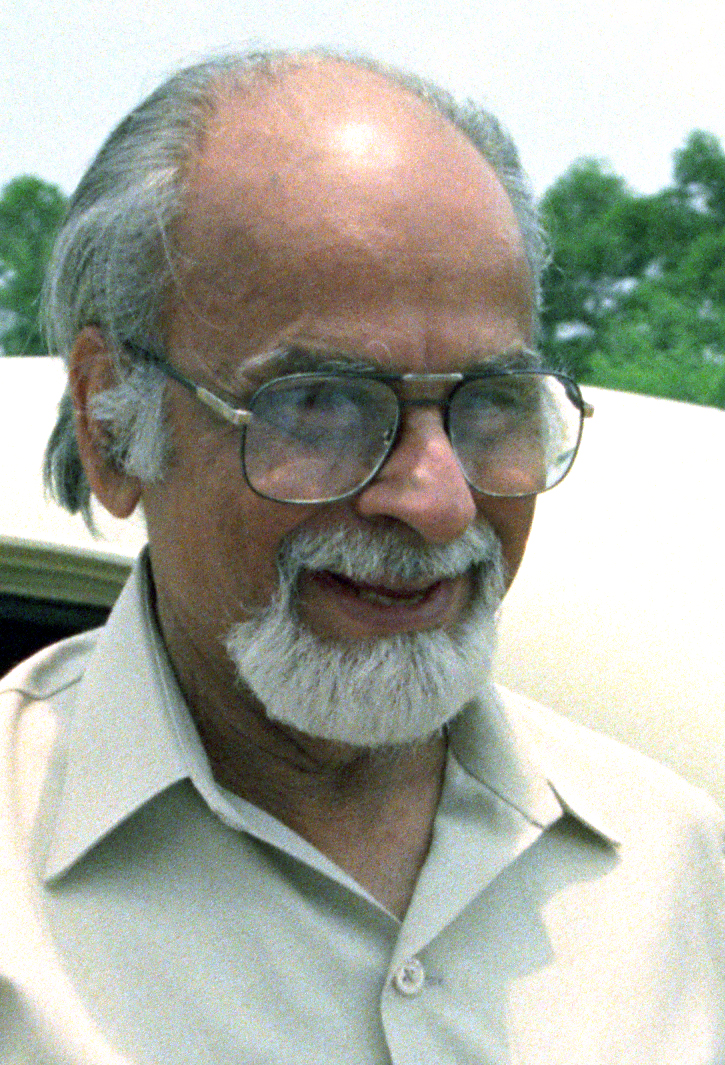
Premierminister Inder Kumar Gujral

Das Kabinett Gujral wurde in Indien am 21. April 1997 durch Premierminister Inder Kumar Gujral von der Janata Dal (JD) gebildet. Es löste das Kabinett Gowda ab und blieb bis zum 19. März 1998 im Amt, woraufhin es durch das Kabinett Vajpayee II abgelöst wurde.
Nachdem der Premierminister H. D. Deve Gowda am 14. April 1997 eine Vertrauensabstimmung in der Lok Sabha verloren hatte und zurückgetreten war, übernahm der bisherige Außenminister Inder Kumar Gujral das Amt des Premierministers. Er setzte die Koalitionsregierung seines Vorgängers fort, der Minister aus JD, Tamil Maanila Congress (TMC), Samajwadi Party (SP), Communist Party of India (CPI), Telugu Desam Party (TDP), Dravida Munnetra Kazhagam (DMK), Asom Gana Parishad (AGP) sowie ein Parteiloser angehörten. Nachdem es im Zusammenhang mit den Ermittlungen zur Ermordung des früheren Premierministers Rajiv Gandhi zu Anschuldigungen gegen den Koalitionspartner DMK gekommen war, kam es zu Spannungen innerhalb der Regierung. Daraufhin reichte Gujral am 28. November seinen Rücktritt ein. Am 4. Dezember 1997 verkündete Staatspräsidenten K. R. Narayanan die Auflösung der Lok Sabha und die Abhaltung von Neuwahlen im Februar des kommenden Jahres. Auf Bitten Narayanans blieb Gujral mit seinem Kabinett noch bis zur Neuwahl der Lok Sabha weiter geschäftsführend im Amt.
Aus der Parlamentswahl am 16., 22., 23. und 28. Februar, sowie am 7. März 1998 ging ein Kopf-an-Kopf-Rennen zwischen dem Indischen Nationalkongress (INC), der 25,82 Prozent erhielt, und der Bharatiya Janata Party (BJP) hervor, die auf 25,59 Prozent kam. Aufgrund des Wahlrechts wurde die BJP allerdings stärkste Kraft und bekam 182 der 543 Sitze in der Lok Sabha, während der INC auf 141 Mandate kam. Hauptverlierer der Wahl war die Janata Dal (JD) des bisherigen Premierministers Gujral, die 40 Mandate verlor und nur noch sechs Abgeordnete stellte. Nach der Wahl bildete Atal Bihari Vajpayee von der BJP sein zweites Kabinett.

## Minister
Dem Kabinett gehörten folgende Minister an:
| Amt                                                         | Name                              | Partei      | Beginn der Amtszeit        | Ende der Amtszeit         |
| ----------------------------------------------------------- | --------------------------------- | ----------- | -------------------------- | ------------------------- |
| Premierminister                                             | Inder Kumar Gujral                | JD          | 21. April 1997             | 19. März 1998             |
| Außenminister                                               | Inder Kumar Gujral                | JD          | 21. April 1997             | 19. März 1998             |
| Innenminister                                               | Indrajit Gupta                    | CPI         | 21. April 1997             | 19. März 1998             |
| Finanzminister                                              | Inder Kumar Gujral P. Chidambaram | JD TMC      | 22. April 1997 1. Mai 1997 | 1. Mai 1997 19. März 1998 |
| Verteidigungsminister                                       | Mulayam Singh Yadav               | SP          | 22. April 1997             | 19. März 1998             |
| Minister für Wasserressourcen                               | Janeshwar Mishra                  | SP          | 22. April 1997             | 9. Juni 1997              |
| Landwirtschaftsminister                                     | Chaturanan Mishra                 | CPI         | 22. April 1997             | 19. März 1998             |
| Eisenbahnminister                                           | Ram Vilas Paswan                  | JD          | 22. April 1997             | 19. März 1998             |
| Minister für die Entwicklung menschlicher Ressourcen        | S. R. Bommai                      | JD          | 22. April 1997             | 19. März 1998             |
| Industrieminister                                           | Murasoli Maran                    | DMK         | 22. April 1997             | 19. März 1998             |
| Arbeitsminister                                             | M. Arunachalam                    | TMC         | 1. Mai 1997                | 9. Juni 1997              |
| Wohlfahrtsminister                                          | Balwant Singh Ramoowalia          | Parteiloser | 22. April 1997             | 19. März 1998             |
| Minister für Zivilluftfahrt                                 | C. M. Ibrahim                     | JD          | 22. April 1997             | 19. März 1998             |
| Minister für Information und Rundfunk                       | C. M. Ibrahim Jaipal Reddy        | JD          | 22. April 1997 1. Mai 1997 | 1. Mai 1997 19. März 1998 |
| Transportminister                                           | T. G. Venkatraman                 | DMK         | 22. April 1997             | 19. März 1998             |
| Minister für ländliche Entwicklung und Beschäftigung        | Kinjarapu Yerran Naidu            | TDP         | 22. April 1997             | 19. März 1998             |
| Minister für parlamentarische Angelegenheiten und Tourismus | Srikant Kumar Jena                | JD          | 22. April 1997             | 19. März 1998             |
| Minister für Stahl und Bergbau                              | Birendra Prasad Baishya           | AGP         | 22. April 1997             | 19. März 1998             |
| Minister für Textilien                                      | R. L. Jalappa                     | JD          | 22. April 1997             | 20. Januar 1998           |
| Kommunikationsminister                                      | Beni Prasad Verma                 | SP          | 22. April 1997             | 19. März 1998             |
| Minister für Umwelt und Forsten                             | Saifuddin Soz                     | Parteiloser | 22. April 1997             | 19. März 1998             |
| Minister für Chemikalien und Düngemittel                    | M. Arunachalam                    | TMC         | 9. Juni 1997               | 19. März 1998             |
| Minister für Gesundheit und Familienfürsorge                | Inder Kumar Gujral                | JD          | 9. Juni 1997               | 19. März 1998             |
| Minister für Erdöl und Naturgas                             | Janeshwar Mishra                  | SP          | 9. Juni 1997               | 19. März 1998             |